# Young Maylay
Young Maylay, de son vrai nom Christopher « Chris » Bellard,, né le 17 juin 1979 à Los Angeles, en Californie, est un rappeur et acteur américain. Il est surtout connu pour être la voix de Carl « CJ » Johnson dans le jeu vidéo Grand Theft Auto: San Andreas sorti en 2004.

## Biographie

### Jeunesse et débuts (1979–2005)
Christopher Bellard est né et a grandi à Los Angeles au cœur de la violence des gangs et du gangsta rap des années 1980 et 1990. Avec l'aide de King Tee, Maylay fait sa première apparition sur l'album Thug Thisle de Killa Tay avec la chanson #1 Hottest Coast (Killa Cali) en 2000. Il apparaît plus tard sur Summer Heat de Rodney O et Joe Cooley en 2002. Il collabore depuis à de nombreux projets West Coast. Il participe notamment à la compilation The Ruthless Chronicles de King Tee publié en 2004.
Alors qu'il travaille à New York, Maylay reçoit un coup de fil de DJ Pooh en réunion avec le personnel de Rockstar. Ils commencent à parler de musique alors que la conversation est mise sur haut-parleur, ce que Maylay ignore. L'équipe de Rockstar entend donc tout puis demande à Pooh de ramener Maylay pour une audition. Quelques semaines après l'audition, Rockstar réécoute les enregistrements et décide que Maylay sera parfait pour doubler le personnage principal de Grand Theft Auto: San Andreas, Carl « CJ » Johnson. Lors du développement du jeu, Maylay va côtoyer des célébrités comme les acteurs Samuel L. Jackson, James Woods, Peter Fonda, Clifton Powell, Faizon Love, Big Boy, David Cross, Andy Dick, Chris Penn, Danny Dyer, Frank Vincent, Sara Tanaka, Charlie Murphy et William Fichtner, les rappeurs Ice-T, MC Eiht, Chuck D, The Game, Frost et Yo-Yo ainsi que les musiciens George Clinton, Axl Rose et Shaun Ryder. 
En 2005, grâce à l'argent gagné avec Grand Theft Auto: San Andreas, il lance son propre label, Maylaynium Musiq, situé à Studio City ; il publie sa première mixtape la même année, San Andreas: The Original Mixtape, le 7 novembre,.

### Lench Mob et carrière solo (depuis 2006)
En 2006, Maylay apparaît dans le clip du single de Deeyah, What Will It Be. Toujours en 2006, il collabore pour la première fois avec DJ Crazy Toones et WC pour le projet CT Experience. En 2007, le trio commence à travailler sur l'album de Maylay, The Real Coast Guard, qui sortira en 2008. La même année, WC signe Young Maylay sur le label Bigg Swang/Lench Mob. Ice Cube lance Lench Mob Records pour y publier ses albums et ceux de WC, mais plus tard il signe d'autres rappeurs, comme Young Maylay qu'il considère déjà comme un vétéran. DJ Crazy Toones lance deux blogs pour Maylay, Who's Young Maylay? Mix Blog et Young Maylay, WC & Bad Lucc Mix Blog. Young Maylay travaille sur trois albums avec WC et Crazy Toones. Il participe à deux morceaux d'Ice Cube sur l'album I Am the West (Y'all Know Who I Am et Too West Coast). 
Lors d'une interview donnée à DubCNN en juin 2008, Young Maylay a déclaré travailler sur un nouvel album : « Ouais, je travaille sur un nouvel album. Mais je ne vous donnerai pas encore le titre ! La date de sortie reste à déterminer. Tout ce que je peux vous dire c'est que je suis sur un projet que j'aimerais bien appeler Brushfires and Earthquakes (Incendies et tremblements de terre) car il s'agit du quotidien de la Californie. Pour la partie incendies c'est simple, c'est comme si je crachais du feu. Puis je vais un peu tout chambouler comme un tremblement de terre et vous montrer que je fais du bon son. Mais ça sera plus ou moins une mixtape. On travaille aussi sur l'album. Je ne vais pas me contenter de prendre des sons qui ne sont pas sur la mixtape pour en faire un album. Je ne peux pas vraiment vous donner de date précise mais on travaille dessus tous les jours. On n'en est pas au stade de finalisation des morceaux, tout ça c'est fait, maintenant tout est question de timing mon gars. »
En 2009, l'album Tha Blaqprint de Blaq Poet, dans lequel figure la chanson Ain't Nuttin' Changed (Remix) avec MC Eiht, est cité dans le top 25 des meilleurs albums de 2009 par HipHopDX. En 2010, Young Maylay participe à deux chansons de l'album de DJ Premier, DJ Premier Presents Year Round Records - Get Used to Us. En 2013, son cousin Shawn Fonteno, alias Solo, double Franklin dans le jeu vidéo Grand Theft Auto V publié en 2013 par Rockstar Games.
Le 17 mars 2015, il publie sa mixtape Wit' This Gangsta Shit 2 sous le nom de Maylay. Toujours en 2015, il participe à la chanson Drinks on Me de N.O.R.E. avec Tariah et Young Noble ; elle est produite par Swissivory.

## OBG Rider Clicc
OBG Rider Clicc est le trio formé par Young Maylay, Young Dre the Truth et Killa Polk. Le groupe apparaît pour la première fois sur l'album Revolution in Progress the Movement de Young Dre, avec le single Let's Get the Game Bacc Right. Plus tard, il collabore avec Compton Cavie, Dresta et BG Knocc Out sur la chanson Wes Indeed de la mixtape Cali Luv.

## Discographie

### Mixtapes
- 2005 : San Andreas: The Original Mixtape
- 2008 : The Real Coast Guard

### Collaborations
| Année | Morceau                                                  | Artiste                                                                                   | Album                                                         |
| ----- | -------------------------------------------------------- | ----------------------------------------------------------------------------------------- | ------------------------------------------------------------- |
| 2006  | What Will It Be                                          | Deeyah featuring Young Maylay                                                             | Single                                                        |
| 2006  | Roll On 'Em                                              | DJ Crazy Toones featuring Xzibit, Young Maylay, MC Ren et WC                              | CT Experience                                                 |
| 2006  | The Rat Pack                                             | DJ Crazy Toones featuring King T, Young Maylay, WC et Roscoe                              | CT Experience                                                 |
| 2006  | We See You Niggas                                        | DJ Crazy Toones featuring WC, Jayo Felony et Young Maylay                                 | CT Experience                                                 |
| 2006  | Let's Get the Game Bacc Right                            | OBG Rider Clicc (Young Dre the Truth, Young Maylay et Killa Polk)                         | Revolution in Progress the Movement                           |
| 2006  | Bussin                                                   | Problem featuring Young Maylay                                                            | Derang Entertainment Presents Problem Round 2 Knockout Punch! |
| 2007  | Throwin Up the West                                      | Semi Auto featuring Young Maylay et Big Chill                                             | The Weapon                                                    |
| 2009  | Ain't Nuttin' Changed (Queensbridge to California Remix) | Blaq Poet featuring Young Maylay et MC Eiht                                               | DJ Premier Presents Get Used to Us                            |
| 2009  | Temptation                                               | DJ Premier featuring Young Maylay                                                         | DJ Premier Presents Get Used to Us                            |
| 2010  | Mic It                                                   | Young Maylay                                                                              |                                                               |
| 2010  | Westcoast Blazin                                         | Y Eastwood featuring Young Maylay et Cali Hit Squad                                       | The Cali Way                                                  |
| 2010  | Too West Coast                                           | Ice Cube featuring WC et Young Maylay                                                     | I Am the West                                                 |
| 2010  | Y'all Know How I Am                                      | Ice Cube featuring Doughboy, OMG, WC et Young Maylay                                      | I Am the West                                                 |
| 2010  | It's Official                                            | WC featuring Young Maylay et King T                                                       | That’s What I’m Talking About (EP)                            |
| 2011  | International Papers                                     | DJ Zone featuring Young Maylay et WC                                                      | J. Wells Presents DJ Zone's Rhythm & Passion                  |
| 2011  | You Know Me                                              | WC featuring Ice Cube et Young Maylay                                                     | Revenge of the Barracuda                                      |
| 2011  | The Spot                                                 | WC featuring Young Maylay                                                                 | Revenge of the Barracuda                                      |
| 2011  | Best Kept Secret                                         | Soopafly featuring Goldie Loc, Young Maylay et Kokane                                     | Best Kept Secret                                              |
| 2012  | West Indeed                                              | Celly Cel featuring Young Maylay, Young Dre the Truth, BG Knocc Out, Killa Polk et Dresta | Celly Cel Presents Cali Luv                                   |
| 2012  | Parties & Funerals                                       | Snoopyblue featuring Young Maylay                                                         | Parties & Funerals L.I.F.E. of a Loc                          |
| 2012  | Off the Radar                                            | E-A-Ski featuring Young Maylay et King T                                                  | Single                                                        |

## Filmographie
| Année | Titre                         | Rôle                | Notes |
| ----- | ----------------------------- | ------------------- | --- |
| 2004  | The Introduction              | Carl « CJ » Johnson | DVD sorti en guise d'introduction à Grand Theft Auto: San Andreas. Voix uniquement.                                                      |
| 2004  | Grand Theft Auto: San Andreas | Carl « CJ » Johnson | Personnage principal. Voix uniquement.                                                                                                   |
| 2006  | The CT Experience: DVD Files  | Lui-même            | DVD sorti par DJ Crazy Toones pour compléter son album CT Experience avec des vidéos. Young Maylay est présent dans trois de ces vidéos. |